# Сувич, Фульвио
Фульвио Сувич (итал. Fulvio Suvich; 23 января 1887, Триест — 5 сентября 1980, Триест) — итальянский политик и дипломат периода фашизма, известный своей антигерманской позицией.

## Биография
Родился в еврейской семье в портовом городе Триесте, который в то время входил в состав Австро-Венгерской империи. В юности познакомился с проживавшим в Триесте ирландским писателем Джеймсом Джойсом, у которого брал уроки английского языка. Позднее изучал право в Грацском университете, где возглавил группу итальянских студентов, требовавших основать италоязычный университет в Триесте. В результате этого Сувич вызвал подозрения австрийских властей в итальянском ирредентизме.
С началом Первой мировой войны бежал в Италию, где вступил добровольцем в итальянскую армию, которая с 1915 г. воевала против Австро-Венгрии. Принял участие в сражениях при Изонцо и Трентино.
После войны стал националистом, был избран депутатом от группировки, которая после победы Муссолини слилась с фашистской партией.
В разные годы занимал должности заместителя министра финансов (1926—1928), представителя Италии в Лиге Наций, заместителя министра иностранных дел (1932—1936). Поскольку Муссолини, занимавший должность министра иностранных дел по совместительству с десятком других должностей, не имел времени заниматься внешней политикой, фактически она находилась в руках Сувича. Принцип внешней политики Сувича — «национализм, но с уважением к другим нациям» — отвечал идеям Муссолини. Сувич занимал антигитлеровские позиции, а во время путча 1934 г. в Австрии, когда был убит канцлер Дольфус, настоял на том, чтобы итальянские войска были подведены к границе, чтобы в случае необходимости воспрепятствовать германскому вторжению в Австрию. В то же время содействовал сближению Италии с Великобританией и Францией. 
Поскольку Великобритания и Франция не поддержали претензии Муссолини на Эфиопию, во внешней политике Сувича наступил кризис, а Муссолини начал активно сближаться с нацистской Германией (первые шаги были предприняты после прихода Гитлера к власти, но сближению препятствовало как убийство Дольфуса, так и политика Италии в отношении немецкоязычного меньшинства). В 1936 г. Муссолини назначил министром иностранных дел своего зятя и давнего оппонента Сувича — Галеаццо Чиано, в связи с чем Сувич был отправлен послом в США (июнь 1936 — осень 1938). После этого несколько лет занимал другие дипломатические должности.
В январе 1945 года Сувич предстал перед судом вместе с другими ведущими представителями режима, в том числе генералом Марио Роаттой и послом в Берлине во время Итальянской социальной республики Филиппо Анфузо. Обвинения были сосредоточены на «значительных действиях», предпринятых для поддержания режима, и среди них, в частности, на убийстве югославского короля Александра I и министра иностранных дел Франции Жана Луи Барту, которое было совершено хорватскими террористами в Марселе в октябре 1934 года. Приговорённый к двадцати четырём годам тюремного заключения, Сувич смог покинуть тюрьму в июне 1946 года благодаря амнистии, которая положила конец короткому сезону антифашистской чистки.
После войны ушёл из политики, работал юридическим консультантом крупной транспортной компании. Автор мемуаров (в соавторстве с Джанфранко Бьянки).